# Chemins de fer armoricains
Pour les articles homonymes, voir CFA.

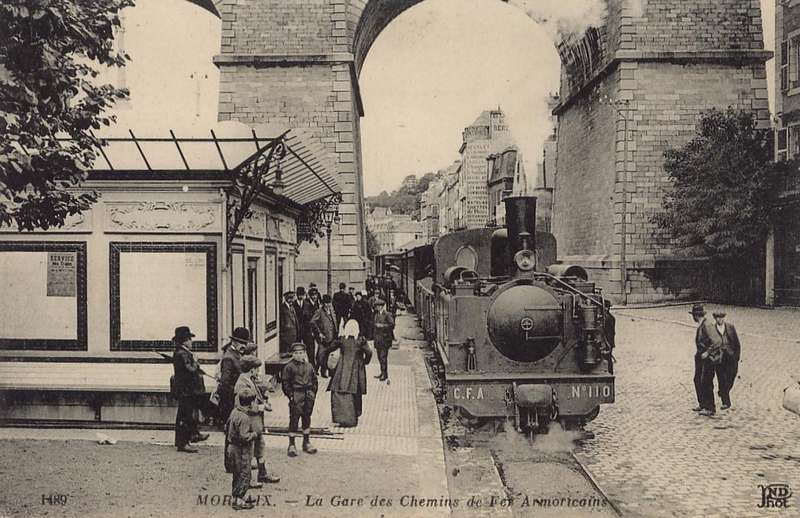
Locomotive 110 à la station de Morlaix-Styvel, près du Viaduc de Morlaix qui supporte la Ligne Paris-Montparnasse - Brest

La Compagnie des chemins de fer armoricains (CFA) est une compagnie de chemin de fer secondaire à voie métrique, disparue. Elle était concessionnaire de réseau d'intérêt local dans les départements du Finistère et des Côtes-du-Nord, de 1912 à 1921.

## Chronologie
- 28 mars 1912 : déclaration d'utilité publique et concession à la compagnie des chemins de fer armoricains de treize lignes constituant le « deuxième réseau » des chemins de fer des Côtes-du-Nord.
- 21 juillet 1914 : ouverture du tronçon Pont-Menou - Plestin-les-Grèves
- 1er juillet 1915 : ouverture du tronçon Plestin-les-Grèves - Lannion
- 1er janvier 1920 : reprise en régie par le département des Côtes-du-Nord du tronçon Plestin-les-Grèves - Lannion
- 1921 : rachat de la concession des lignes finistériennes par le département du Finistère et affermage à la compagnie des Chemins de fer départementaux du Finistère.

## Historique

### Genèse
Dans ces deux départements, la compagnie apparaît lors des concessions des « deuxièmes réseaux » respectifs des chemins de fer départementaux du Finistère et des Côtes-du-Nord.
La volonté des départements étant d'éviter de confier à un concessionnaire unique (la Compagnie des chemins de fer des Côtes-du-Nord (CFCN) ou la Compagnie des chemins de fer départementaux du Finistère (CFDF) le réseau. Cela conduirait de fait à une situation de monopole pour l'ensemble des voies ferrées d'intérêt local.

### La Compagnie des chemins de fer armoricains
La Compagnie des chemins de fer armoricains (CFA) est formée en 1910. Elle se substitue à messieurs Francisque-Alfred Favre-Robinet, Auguste Nanquette et Désiré Le Hoc, qui ont obtenu la concession d'un second réseau dans le département du Finistère.

### Les lignes
La compagnie obtint la concession des lignes suivantes :
- dans le département du Finistère :
  - Morlaix - Plouezoc'h - Primel Tregastel, 22 km, ouverture en mai 1912
  - Plouezoc'h - Plestin-les-Grèves[3], (14km), ouverture en mars 1913 (embranchement sur la précédente) ;
  - Pont-l'Abbé - Pont-Croix, 35 km, ouverture en octobre 1912, (ligne isolée) ;
  - Plouescat - Rosporden, 135 km, ouverture en décembre 1912 ;
  - Portsall - Porspoder[4], 8 km, ouverture en mai 1913, ligne isolée ;

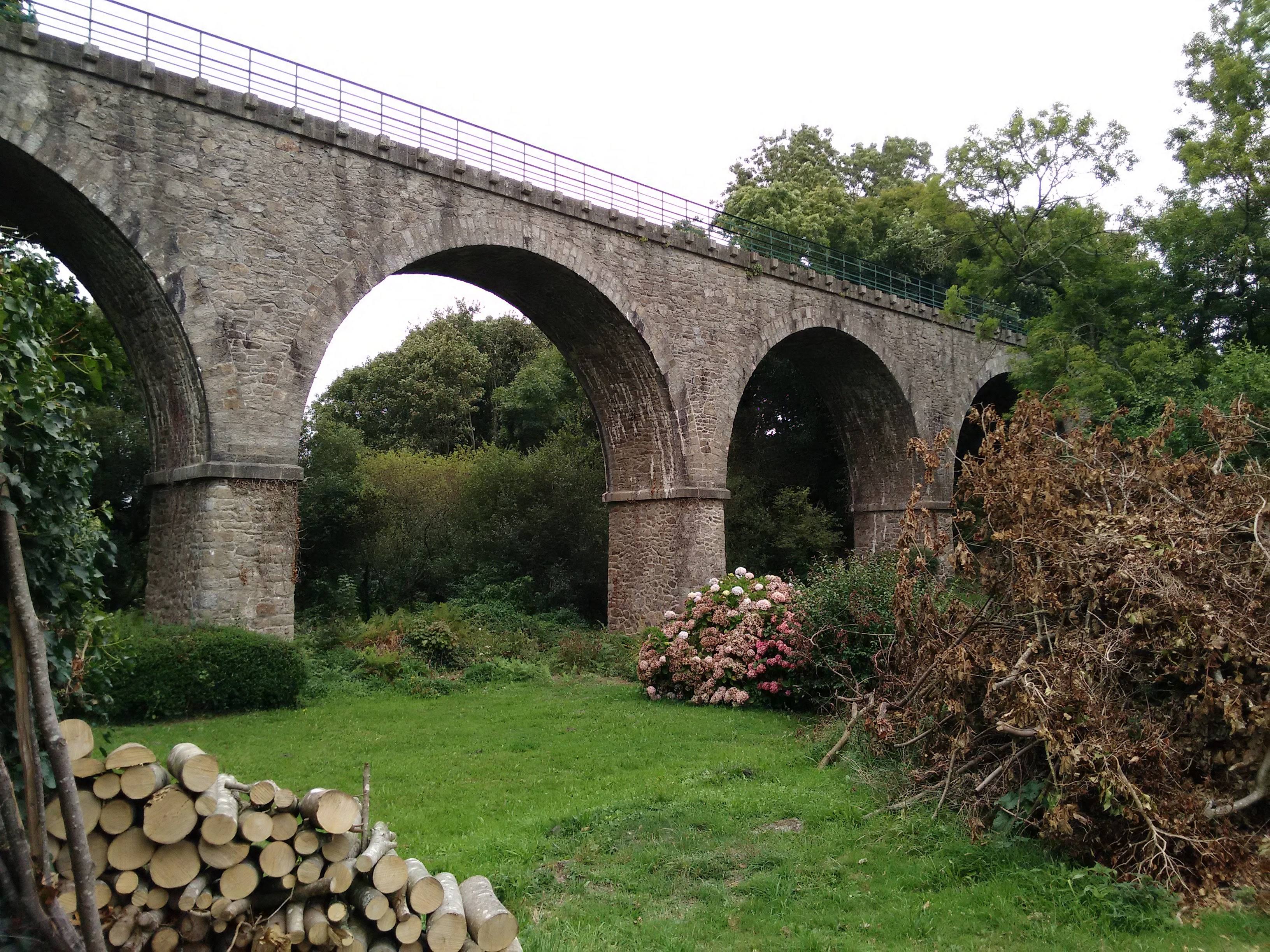
Viaduc de Kersaint (entre Portsall et Landunvez)
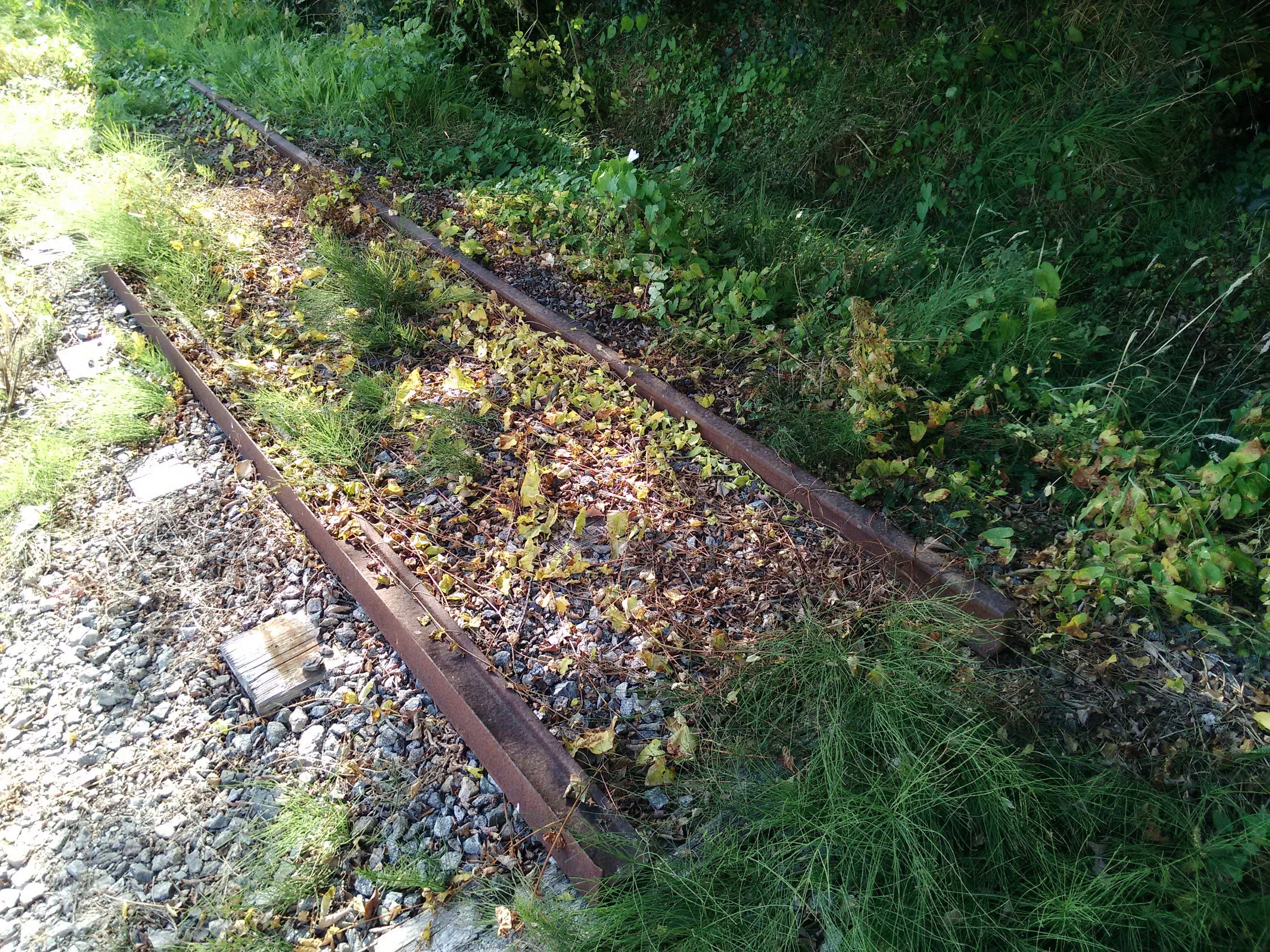
Portion de rails subsistant à Landunvez
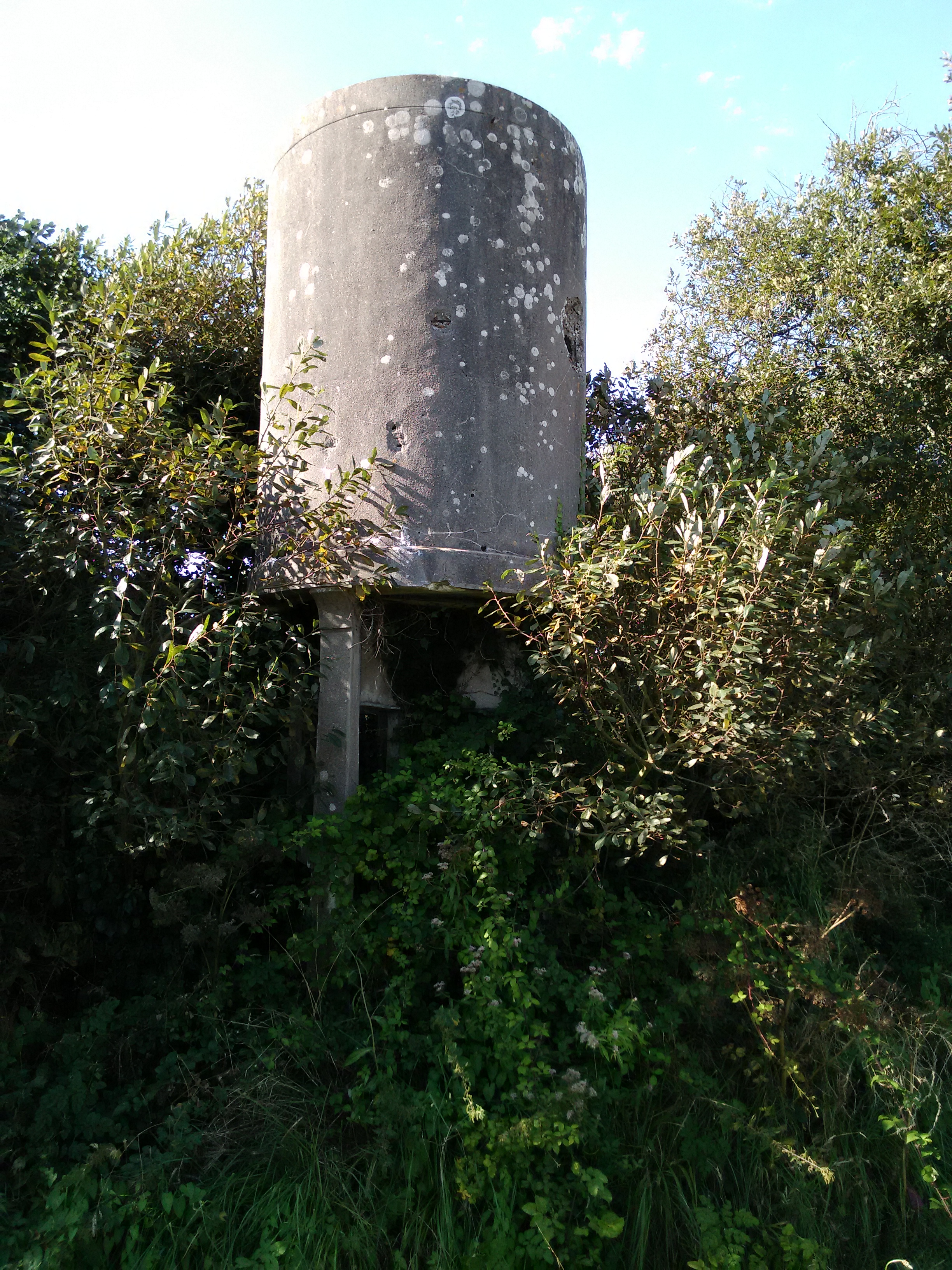
Château d'eau près de la voie à Landunvez pour l'alimentation des locomotives
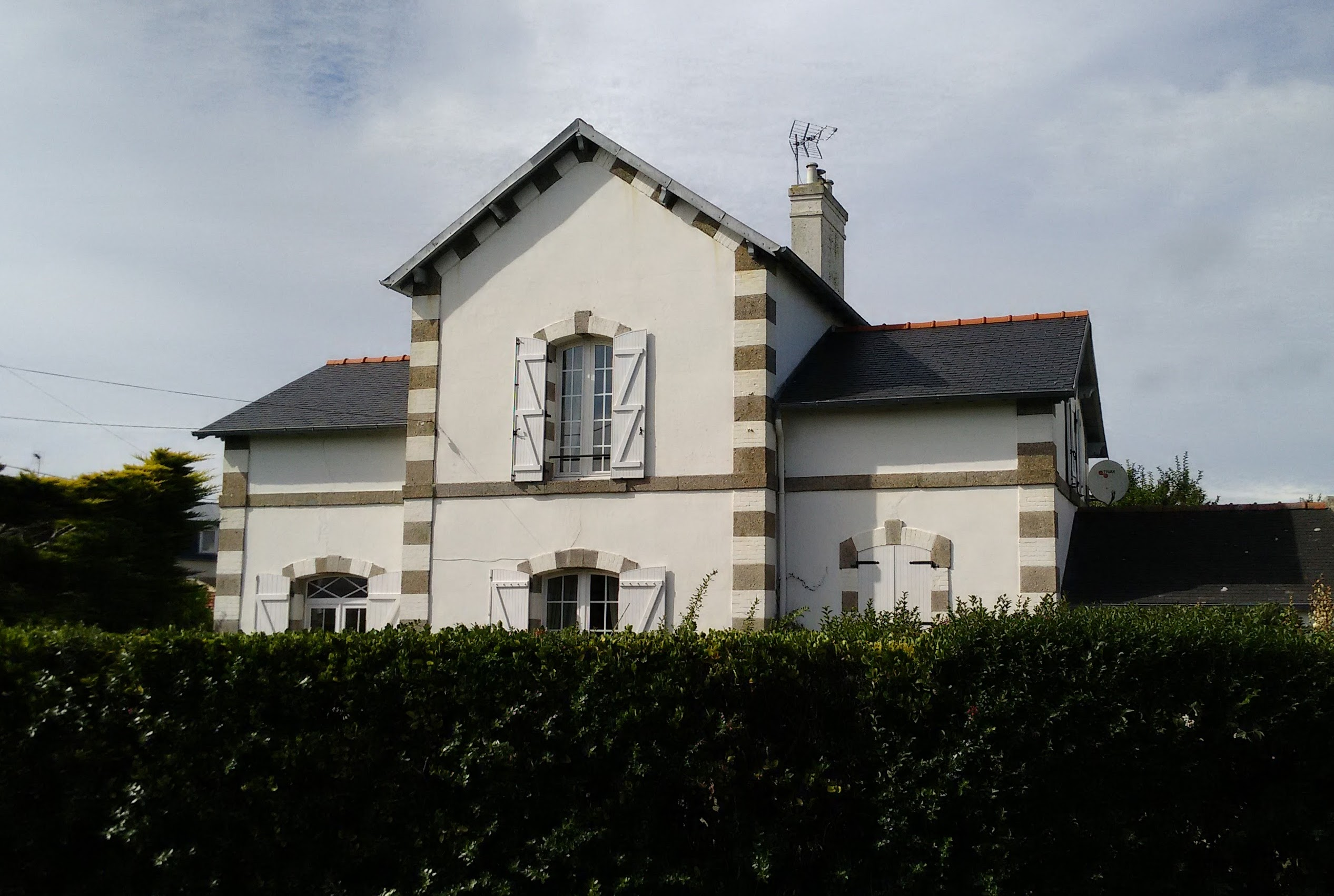
Maison particulière dans le bâtiment de l'ancienne gare de Portsall
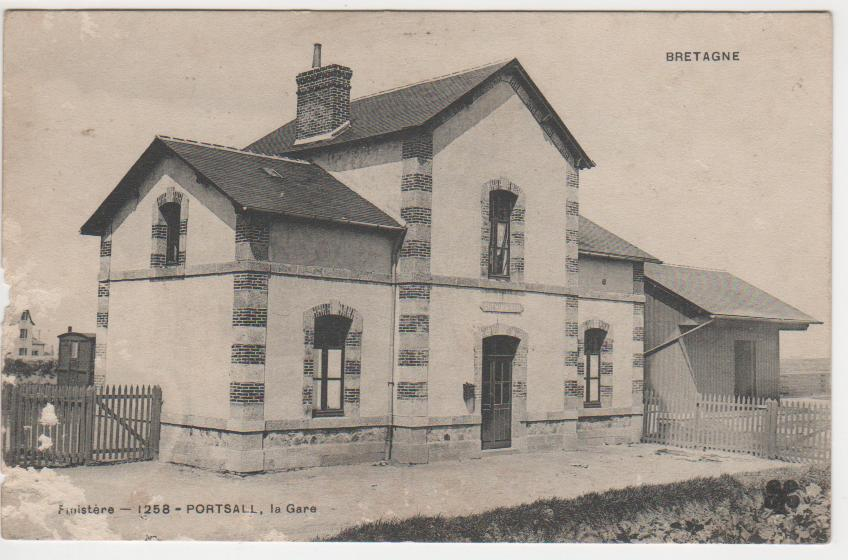
Gare de Portsall en 1910
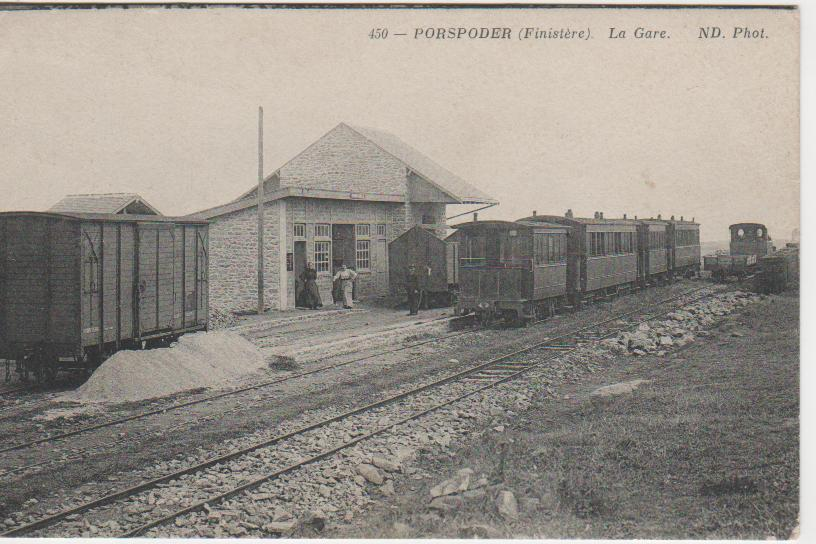
Gare de Porspoder en 1916
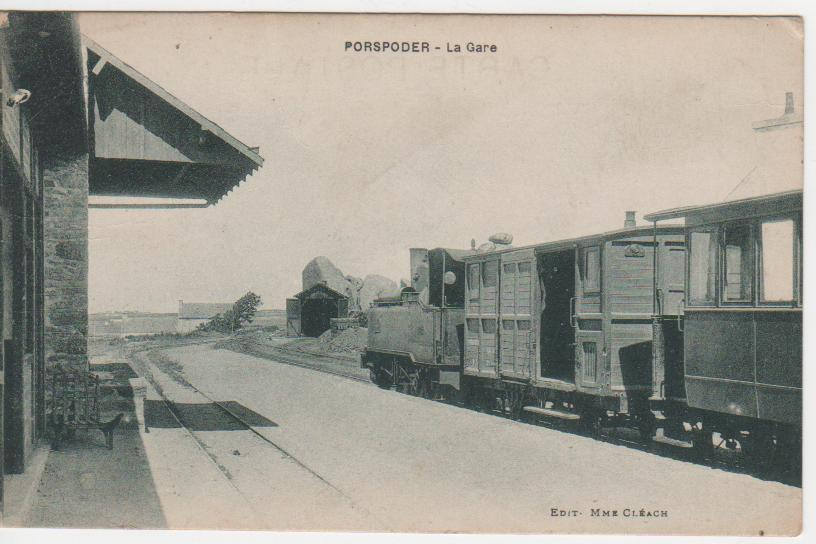
Gare de Porspoder en 1933

- dans le département des Côtes-du-Nord, cette compagnie obtint la concession du second réseau des chemins de fer des Côtes-du-Nord, un ensemble de treize lignes, déclaré d'utilité publique le 28 mars 1912.

Les lignes suivantes furent concédées mais non construites :
- Collinée à Merdrignac,
- Broons à Plélan
- Dinan à Evran
- Callac à Plouëc
- Moncontour à Cartravers

Les lignes suivantes furent concédées et construites :
- Lannion - Plestin-les-Grèves
- Lamballe - Saint-Alban
- Guingamp - Saint-Nicolas
- Yffiniac - Matignon
- Tréguier - Paimpol
- Plémy - Loudéac
- Collinée - Dinan
- Saint-Briac - Le Guildo

La compagnie CFA n'exploita en pratique que la ligne suivante :
- Lannion - Plestin-les-Grèves[5], 21 km, ouverture le 1er juillet 1916[6], fermeture 1933 (trafic voyageurs) et 1937 (trafic marchandises) [7].

Les autres lignes seront mises en service par la Régie départementale des chemins de fer des Côtes-du-Nord après la disparition des CFA

### La fin des Chemins de fer armoricains
La Compagnie des chemins de fer armoricains, née afin de contrecarrer les volontés supposées monopolistiques des compagnies secondaires existantes, n'aura pas su remplir le rôle qui lui avait été destiné. Les relations entre le département du Finistère et cette compagnie furent rapidement mauvaises, en particulier à cause de la faible rentabilité des lignes qui lui ont été concédées - la ligne du « Grand Central », entre Plouescat et Rosporden, étant symptomatique.
Aussi la concession des CFA (qui était de 60 ans), qui devait arriver à échéance en 1968, fut-elle résiliée dès 1921 par le rachat du réseau par le Département et son affermage aux CFDF jusqu'au 31 décembre 1925.
Dans le département des Côtes-du-Nord, la situation fut résolue de façon encore plus rapide. La déclaration d'utilité publique et la concession subséquente n'ayant été prononcées qu'en 1912, seule la ligne de Lannion à Plestin-les-Grèves, déclarée prioritaire, put être mise en service par le concessionnaire avant la Première Guerre mondiale.
La situation générale du réseau secondaire, premier et deuxième réseaux confondus, était tellement compromise à la suite des vicissitudes de la guerre que le département en a décidé le rachat et la reprise en régie, effectif dès le 1er janvier 1920.
Sur les treize lignes qui leur avaient été concédées, les chemins de fer Armoricains ne purent en ouvrir et exploiter qu'une seule, pendant à peine quatre années et demi, dont plus de trois années de guerre ! Les autres presque toutes construites, furent exploitées par la 
régie départementale des chemins de fer des Côtes du Nord

### Matériel roulant

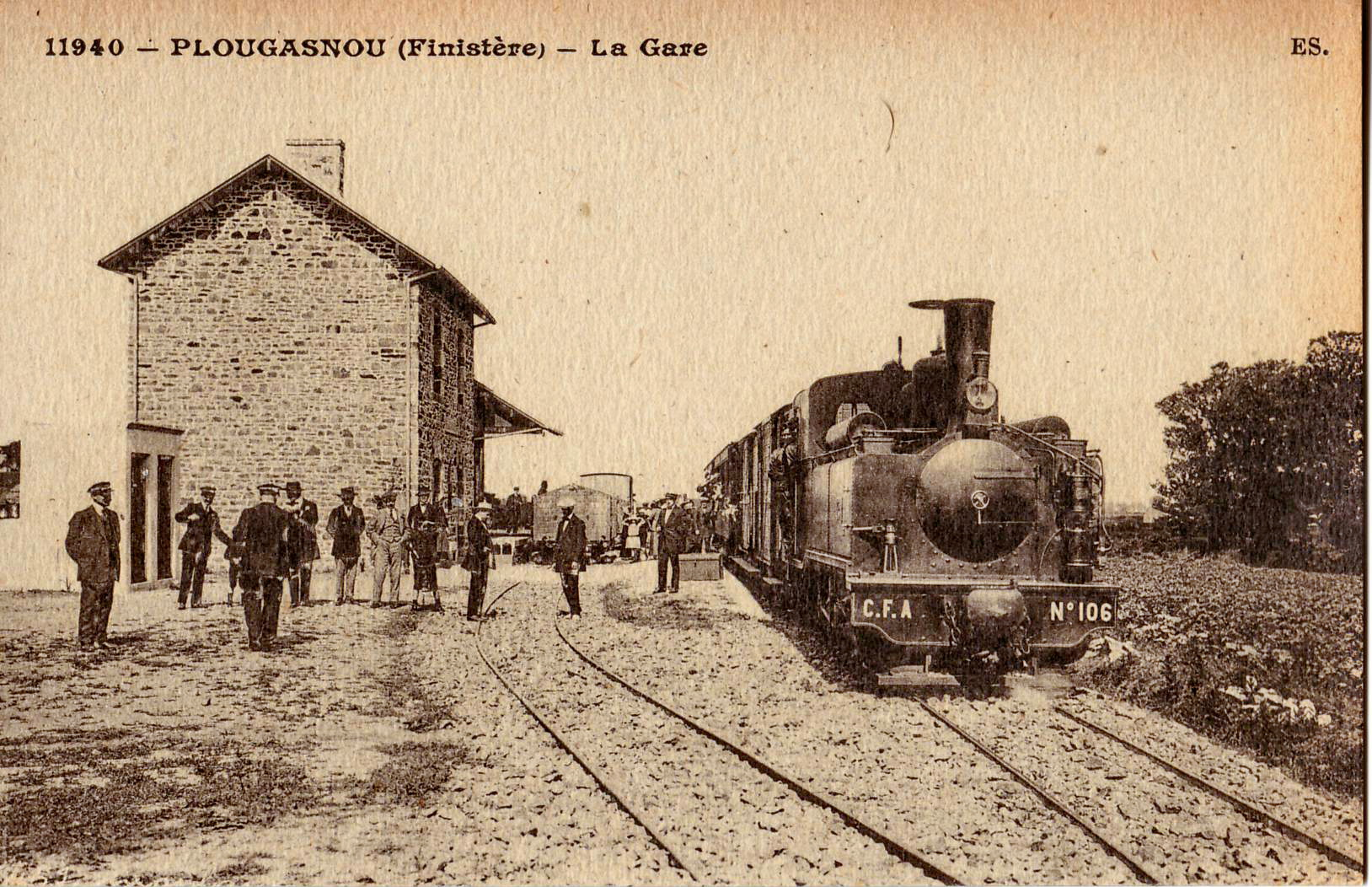
Locomotive Corpet-Louvet n°106 de 1911, en gare de Plougasnou

L'entreprise Corpet-Louvet livre la totalité des locomotives à vapeur.